# صناع الحياة

شعار برنامج صناع الحياة

صناع الحياة هو برنامج تلفزيوني في قناة اقرأ الفضائية أعدّه وأذاعه مقدم البرامج الدينية و‌الداعية الإسلامي المصري عمرو خالد، الهدف الذي يعلنه عمرو خالد من البرنامج انه يريد تحويله إلى مشروع لاستنهاض همم شباب الأمة الإسلامية بحيث تعاود الإنتاج الفعال أو ما يسمى «صناعة الحياة».
انتقلت الفكرة من برنامج تلفزيوني إلى جمعية خيرية تعمل في إسعاد الأُسر الفقيرة في مصر وهي الآن من أشهر الجمعيات الخيرية بمصر.

## وصلات خارجية
- الموقع الرسمي